# 대산중학교 (경남)
대산중학교(代山中學校)는 대한민국 경상남도 함안군 대산면 평림리에 있는 사립 중학교이다.

## 학교 연혁
- 1951년 8월 30일 : 향촌 윤효량 박사가 무지, 빈곤, 질병의 타파라는 건학 이념으로 군내 4개의 고등학교와 5개의 중학교를 설립
- 1952년 5월 8일 : 칠원중학교 대산분교 설립인가(3학급)
- 1953년 8월 1일 : 대산중학교 설림인가(3학급, 초대 교장 전차영)
- 1974년 12월 28일 : 학칙 변경인가(15학급)
- 1992년 3월 1일 : 제4대 윤정숙 이사장 취임
- 2009년 9월 1일 : 농산어촌 전원학교 운영(~2013.02.08. 교육과학기술부)
- 2021년 4월 21일 : 소규모 체육시설 온마루 개관
- 2022년 3월 14일 : 학교도서관 글마루 리모델링
- 2023년 1월 5일 : 제70회 17명 졸업장 수여식(졸업생 누계 7,731명)
- 2023년 9월 1일 : 제27대 이윤아 교장 취임

## 참고 자료
- 대산중학교 - 한국교육학술정보원 학교알리미